# بخش جفرسون (شهرستان ریچلند، اوهایو)
بخش جفرسون (به انگلیسی: Jefferson Township) یک منطقهٔ مسکونی در ایالات متحده آمریکا است که در شهرستان ریچلند، اوهایو واقع شده‌است.
 بخش جفرسون ۹۴٫۵ کیلومتر مربع مساحت و ۴,۸۵۱ نفر جمعیت دارد و ۳۷۹ متر بالاتر از سطح دریا واقع شده‌است.